# Bandeirantes do Tocantins
Bandeirantes do Tocantins är en kommun i Brasilien.   Den ligger i delstaten Tocantins, i den centrala delen av landet, 900 km norr om huvudstaden Brasília. Antalet invånare är 3 124.
Omgivningarna runt Bandeirantes do Tocantins är huvudsakligen savann. Runt Bandeirantes do Tocantins är det glesbefolkat, med 9 invånare per kvadratkilometer.